# Campionatul Mondial de Atletism din 2023 - 4x100 m (feminin)
Proba feminină de ștafetă 4x100 de metri de la Campionatul Mondial de Atletism din 2023 a avut loc în perioada 25-26 august 2023 pe Centrul Național de Atletism din Budapesta, Ungaria.

## Program
Ora este ora Ungariei (UTC+1)
| Dată      | Oră   | Etapă      |
| --------- | ----- | ---------- |
| 25 august | 20:00 | Calificări |
| 26 august | 21:50 | Finala     |

## Rezultate

### Calificări
Primele trei echipe din fiecare serie s-au calificat în finală (C), alături de alte două echipe cu cel mai bun timp.
| Loc | Serie | Culoar | Țară                       | Atleți                                                                            | Timp  | Note  |
| --- | ----- | ------ | -------------------------- | --------------------------------------------------------------------------------- | ----- | ----- |
| 1   | 2     | 6      | Statele Unite ale Americii | Tamari Davis, Twanisha Terry, Tamara Clark, Melissa Jefferson                     | 41,59 | C, SB |
| 2   | 1     | 2      | Jamaica                    | Briana Williams, Elaine Thompson-Herah, Shashalee Forbes, Shelly-Ann Fraser-Pryce | 41,70 | C, SB |
| 3   | 2     | 8      | Coasta de Fildeș           | Murielle Ahouré-Demps, Marie-Josée Ta Lou, Jessika Gbai, Maboundou Koné           | 41,90 | C, RC |
| 4   | 2     | 4      | Italia                     | Dalia Kaddari, Anna Bongiorni, Alessia Pavese, Zaynab Dosso                       | 42,14 | C, RN |
| 5   | 1     | 5      | Marea Britanie             | Asha Philip, Imani Lansiquot, Bianca Williams, Annie Tagoe                        | 42,33 | C, SB |
| 6   | 2     | 3      | Țările de Jos              | N'Ketia Seedo, Marije van Hunenstijn, Jamile Samuel, Tasa Jiya                    | 42,53 | c     |
| 7   | 1     | 4      | Elveția                    | Nathacha Kouni, Salomé Kora, Géraldine Frey, Melissa Gutschmidt                   | 42,64 | C, SB |
| 8   | 2     | 5      | Polonia                    | Pia Skrzyszowska, Krystsina Tsimanouskaya, Magdalena Stefanowicz, Ewa Swoboda     | 42,65 | c, SB |
| 9   | 1     | 7      | Germania                   | Louise Wieland, Sina Mayer, Gina Lückenkemper, Rebekka Haase                      | 42,78 | c, SB |
| 10  | 1     | 8      | Trinidad și Tobago         | Akilah Lewis, Michelle-Lee Ahye, Reyare Thomas, Leah Bertrand                     | 42,85 | SB    |
| 11  | 1     | 9      | Spania                     | Lucia Carrillo, Jaël Bestué, Paula Sevilla, Carmen Marco                          | 42,96 | SB    |
| 12  | 1     | 3      | Franța                     | Carolle Zahi, Gémima Joseph, Helene Parisot, Mallory Leconte                      | 43,12 | SB    |
| 13  | 2     | 9      | Cuba                       | Laura Moreira, Enis Pérez, Yarima García, Yunisleydis García                      | 43,17 | SB    |
| 14  | 2     | 1      | Ungaria                    | Gréta Kerekes, Jusztina Csóti, Boglárka Takács, Anna Luca Kocsis                  | 43,38 | RN    |
| 15  | 2     | 2      | Brazilia                   | Garbriela Mourão, Vitória Cristina Rosa, Ana Azevedo, Rosângela Santos            | 43,46 | SB    |
|     | 2     | 7      | Nigeria                    | Justina Eyakpobeyan, Favour Ofili, Rosemary Chukwuma, Faith Okwose                |       | NT    |
|     | 1     | 6      | Australia                  | Ebony Lane, Bree Masters, Kristie Edwards, Torrie Lewis                           |       | NT    |

### Finala
Finala a avut loc la 26 august.
| Loc | Culoar | Țară                       | Atleți                                                                        | Timp  | Note   |
| --- | ------ | -------------------------- | ----------------------------------------------------------------------------- | ----- | ------ |
| 1   | 6      | Statele Unite ale Americii | Tamari Davis, Twanisha Terry, Gabrielle Thomas, Sha'Carri Richardson          | 41,03 | RCo    |
| 2   | 7      | Jamaica                    | Natasha Morrison, Shelly-Ann Fraser-Pryce, Shashalee Forbes, Shericka Jackson | 41,21 | SB     |
| 3   | 8      | Marea Britanie             | Asha Philip, Imani Lansiquot, Bianca Williams, Daryll Neita                   | 41,97 | SB     |
| 4   | 4      | Italia                     | Zaynab Dosso, Dalia Kaddari, Anna Bongiorni, Alessia Pavese                   | 42,49 |        |
| 5   | 3      | Polonia                    | Pia Skrzyszowska, Krystsina Tsimanouskaya, Magdalena Stefanowicz, Ewa Swoboda | 42,66 |        |
| 6   | 1      | Germania                   | Louise Wieland, Sina Mayer, Gina Lückenkemper, Rebekka Haase                  | 42,98 |        |
| 7   | 5      | Coasta de Fildeș           | Murielle Ahouré-Demps, Marie-Josée Ta Lou, Jessika Gbai, Maboundou Koné       | NT    | NT     |
| 7   | 2      | Țările de Jos              | N'Ketia Seedo, Lieke Klaver, Nadine Visser, Tasa Jiya                         | NT    | NT     |
| 7   | 9      | Elveția                    | Nathacha Kouni, Salomé Kora, Géraldine Frey, Melissa Gutschmidt               | DS    | TR24.7 |